# Церковь Христа (Иерусалим)
Церковь Христа (англ. Christ Church, ивр. כנסיית המשיח‎) — англиканская церковь, основанная Лондонским еврейским обществом (сейчас общество en:CMJ) вблизи Яффских ворот Старого города Иерусалима. Церковь Христа, также называемая церковью Иммануэль, стремится в соответствии с библейским пророчеством помочь евреям вернуться в Землю Израильскую и напоминать христианам об их духовном долге перед еврейским народом. Церковь является первой протестантской церковью на Ближнем Востоке.

## Предыстория
Под влиянием евангельских течений в конце XVIII века — начале XIX века в Британии появились различные миссионерские общества. Одним из них было созданное в 1809 году Лондонское общество распространения христианства среди евреев, также  называемого Лондонским еврейским обществом (LJS). В этот период Палестину начали посещать протестантские миссионеры, наиболее известным из которых стал Джон Николайсон (en:Hans Nicolajsen). Начиная с 1826 года Николайсон представлял LJS в Иерусалиме, а в 1833 году в городе было учреждено первое Протестантское представительство. Уже с 1834 года высказывалась идея постройки протестантской церкви в Иерусалиме, но открытие новой церкви в Османской империи было непростым делом, так как его ограничивали различные мусульманские запреты. Тем не менее, Лондонское еврейское общество уполномочило Николайсона приобрести участок для застройки, а британское правительство вызывало его на совещания по поводу открытия церкви.
В то время как LJS руководствовалась духовными мотивами и желанием создать в Иерусалиме протестантскую общину, британские политики и дипломаты, и в частности министр иностранных дел Генри Палмерстон, стремились усилить влияние Британии на Ближнем Востоке и обеспечить ей короткие пути в Индию. В 1838 году им удалось подписать торговое соглашение с Османской империей (en:Anglo-Ottoman Convention), предусматривающее открытие британского консульства в Иерусалиме. Позднее LJS был выдан фирман на постройку церкви, при условии, что она будет расположена на территории резиденции британского консульства.

## Основание Церкви Христа в Иерусалиме
В 1835 году общество LJS объявило о своём намерении построить протестантскую церковь, чтобы провозгласить в Иерусалиме «чистое христианство Реформации». В 1838 году Николайсон приобрёл примерно за £800 два смежных участка за Яффскими воротами напротив Башни Давида. После приезда в Иерусалим первого британского консула началось строительство здания Миссии и временной церкви, однако, едва начав работать над проектом, архитектор Уильям Хиллер умер. В 1841 году в Иерусалим прибыл архитектор Джеймс Джонс и каменщики из Мальты. Джонс немедленно приступил к работе и в 1842 году новоназначенный англиканский епископ Иерусалима заложил первый камень в основание будущей церкви. Между тем во временной
церкви уже велась служба на английском языке и на иврите.
В январе 1843 года строительство церкви было остановлено турецкими властями. Англиканский епископ и Николайсон начали борьбу за возобновление строительства, которая была продолжена на дипломатическом фронте. Послы Англии и Пруссии, поддерживавшие новую протестантскую общину Иерусалима, оказывали давление на Султана, чтобы добиться основания церкви. Послы Австрии и Франции, покровительствующие  католической общине Священного города, и посол России, покровительницы православной общины возражали против создания англиканской церкви в Иерусалиме. В итоге к концу 1845 года было получено разрешение на завершение строительства, и церковь была освящена 29 января 1849 года ровно через 7 лет после прибытия в Иерусалим первого епископа, которому, однако, не довелось дожить до открытия церкви.

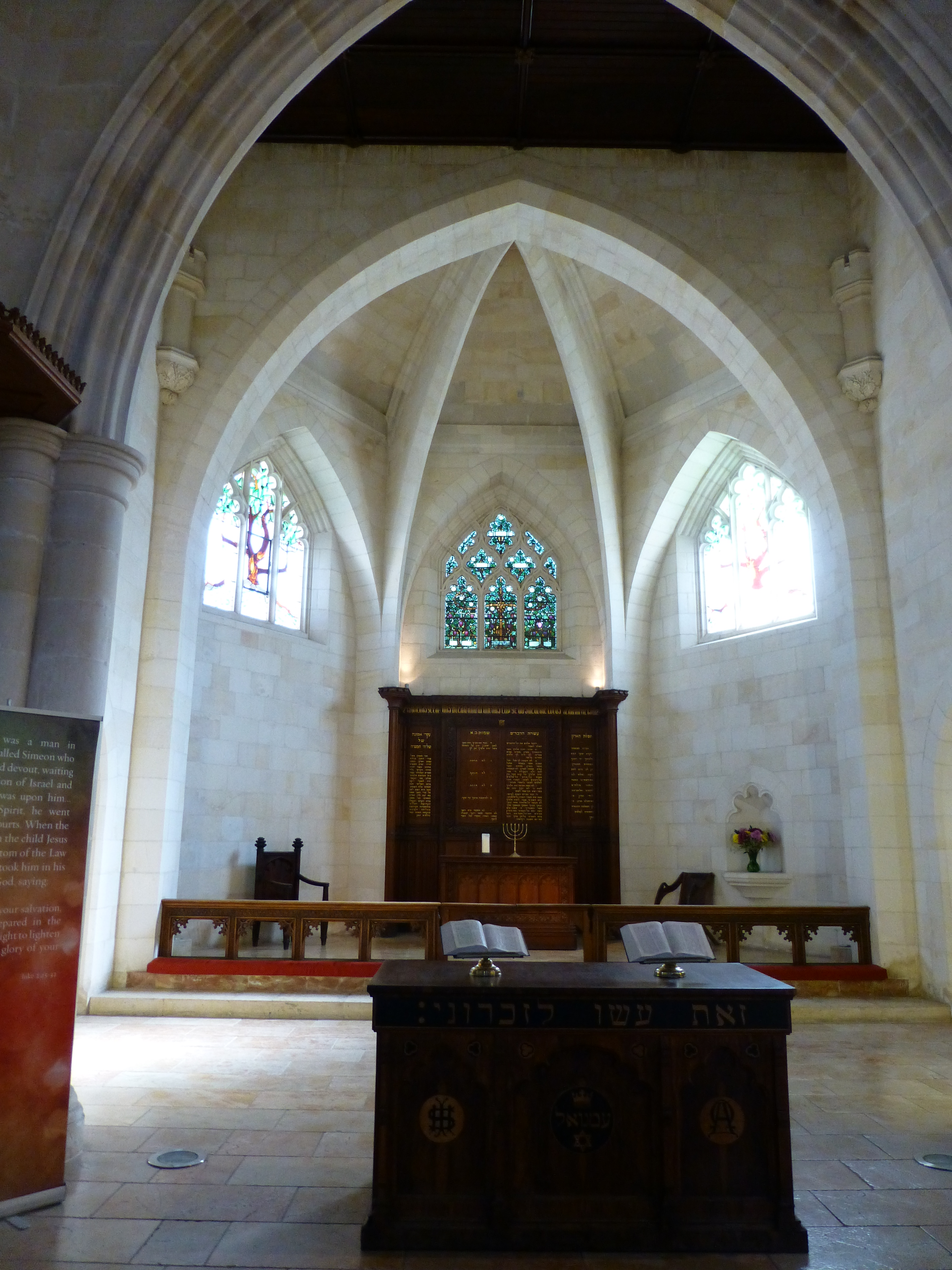
Интерьер церкви

Здание церкви было выполнено в неоготическом стиле и представляло собой первое современное здание, воздвигнутое в тот период в Иерусалиме. Искусство вовлечённых в строительство мальтийских мастеров-каменотёсов оказало влияние на несколько поколений местных каменщиков. Большинство деревянных элементов интерьера было привезено на корабле из Лондона в Яффу, а оттуда на верблюдах в Иерусалим. Нельзя не заметить почти полное отсутствие в церкви христианских символов — крестов, икон, изваяний святых. Молитва Иисуса и его заповедь ученикам написаны на иврите. Также бросаются в глаза еврейские символы — Звезда Давида, Семисвечник — и надписи на иврите. У восточной стены церкви установлен шкаф, напоминающий Арон кодеш (Синагогальный ковчег), и эта стена направлена к Храмовой горе, что является характерным признаком всех синагог Иерусалима. Еврейские символы, по всей видимости, должны были способствовать сближению с евреями и их обращению в христианство, что было одной из первоначальных задач общества LJS. Однако уже 2-й англиканский епископ Иерусалима поставил перед собой ещё одну задачу — активизировать свою деятельность среди арабов-христиан.

## Англиканская епархия Иерусалима
В 1841 году король Пруссии Фридрих Вильгельм IV предложил британской королеве Виктории объединёнными усилиями своих стран добиться учреждения в Иерусалиме протестантской епархии. Между государствами было достигнуто соглашение, связанное с работой и финансированием епархии и порядком назначения епископа. Было установлено, что назначение нового епископа будет проводиться поочерёдно каждым их двух государств, однако прусский кандидат должен также быть одобрен главой Церкви Англии Архиепископом Кентерберийским. Согласно рекомендации лорда Шефтсбери (en:Lord Shaftesbury) и общества LJS, первым англиканским епископом Иерусалима был назначен Михаэль Соломон Александр (en:Michael Solomon Alexander), принявший христианство еврей. У епископа Александра не было в Иерусалиме ни кафедрального храма, ни церковной общины. Он приложил немало усилий для построения храма и организовал службу во временной церкви для небольшой группы прихожан. Ему не довелось дожить до завершения строительства Церкви Христа и он не преуспел в своей миссии обращения евреев в христианство, так как очень немногие евреи соглашались «предать веру отцов на Сионской горе».
Вторым англиканским епископом Иерусалима стал Самуэль Гобат (en:Samuel Gobat), получивший своё назначение от Пруссии в 1846 году. Церковь Христа была освящена при епископе Гобате, и это событие стало поворотным пунктом на пути к официальному признанию протестантизма Османской империей. В течение более тридцати лет англиканский епископ вёл активную миссионерскую работу в основном среди арабов, принадлежащих греческой православной церкви.
До самой смерти Самуэля Гобата в 1879 году влияние Британии в Англо-прусской протестантской епархии Иерусалима было ограничено, так как епархиальная кафедра была у Пруссии. Третьего англиканского епископа Иерусалима Джозефа Барклая (en:Joseph Barclay) назначила Британия, но через два года после назначения он умер. В 1881 году англо-прусское сотрудничество прекращается, и в 1886 договорённость между ними аннулируется. Все эти годы кафедра епископа остаётся свободной.
В 1887 году епархия превращается в чисто Англиканскую и кафедру занимает 4-й англиканский епископ. В 1898 году он освящает в Иерусалиме Собор Святого Георгия. Этот собор становится кафедральным храмом епархии и англиканский епископ переносит в него свою кафедру. Церковь Христа по-прежнему находится под влиянием общества CMJ (en:CMJ).

## Одна религия — разные позиции

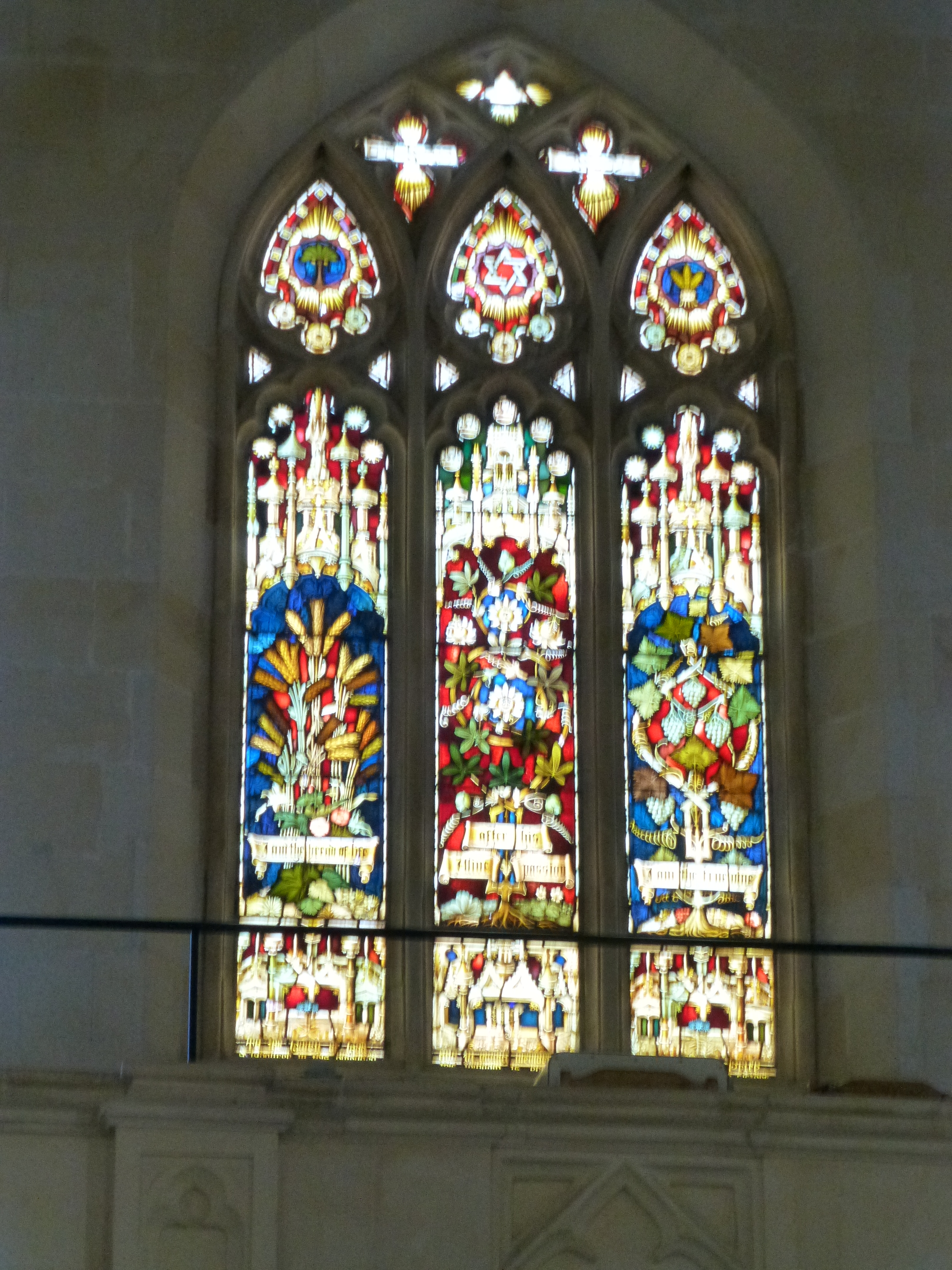
Витраж в западном окне

Церковь Христа — учредительная церковь Англиканской епархии Иерусалима. Одна из причин её основания заключалась в том, что основатели общества CMJ проявляли любовь и заботу о еврейском народе. Они также предвидели возвращение евреев в Землю Израильскую как исполнение библейского пророчества и хотели содействовать этому процессу.
Церковь Христа не только является частью диоцеза Иерусалима, но и была построена и принадлежит независимому обществу CMJ, являющемуся одним из официальных миссионерских агентств Церкви Англии. Персонал Церкви Христа поддержал заявление CMJ об Израиле и палестинцах, в котором, среди прочего сказано: евреи остаются избранным народом, и Церковь не заменила собой этот народ; возвращение еврейского народа в Землю Израильскую является проявлением Б-ей воли; израильтяне противостоят возрождению антисемитизма, военным угрозам со стороны некоторых стран, палестинскому терроризму.
В противоположность позиции Церкви Христа лидеры диоцеза Иерусалима и, в частности, Собора Святого Георгия придерживаются иной доктрины: в середине 1970-х годов они изъяли слово «Израиль» не только из списка стран, входящих в юрисдикцию епархии, но и из всего текста своей Конституции; они проводят кампании делегитимации Израиля среди народов мира; отрицают богоизбранность евреев в соответствии с Ветхим Заветом;  пытаются скрыть свои антисионистские и антиизраильские планы.
Расхождения в позициях двух англиканских общин Иерусалима объясняются тем, что Англиканская Церковь (Епископальная в США) включает многочисленные общества, «получившие разные мандаты и разное доктринальное наследие». Таково компетентное мнение Уильяма Бротона, который много лет входит в состав Комитета епископов Англиканской Церкви в Израиле при Соборе Святого Георгия. Бротон также подчеркнул, что всё англиканское духовенство обязано придерживаться 39 догматов веры и соблюдать Священные писания. Тем не менее, каждый человек может придерживаться своего мнения и давать личную интерпретацию Писанию.